# Horní Kalifornie

vyznačení Horní Kalifornie na mapě Nového Španělska

Horní Kalifornie (španělsky Alta California, anglicky Upper California) je historický název území, které bývalo v koloniálním období součástí španělského místokrálovství Nové Španělsko, následně mezi roky 1821 a 1848 nezávislého Mexika. Území přešlo společně s Santa Fe de Nuevo México pod svrchovanost Spojených států amerických po mexicko-americké válce. Název „Horní“ je protikladem k „Dolní Kalifornii“ (španělsky Baja California, anglicky Lower California), která zaujímá Kalifornský poloostrov. Na území Horní Kalifornie se rozkládají současné státy Nevada, Utah, Kalifornie, Arizona a část Wyomingu a Colorada. 